# Baeza
Baeza é um município da Espanha na província de Jaén, comunidade autónoma da Andaluzia. Tem km² de área e em 2021 tinha 15 762 habitantes (densidade: 81,1 hab./km²). Foi declarada Patrimônio Cultural da Humanidade pela UNESCO em 3 de julho de 2003, juntamente com Úbeda, a cidade vizinha, segundo os critérios (ii) e (iv). A cidade, em especial seu centro histórico, é marcada pela influência cultural e arquitetônica dos árabes. A conquista de Baeza pelos reis cristãos foi um ponto chave para a vitória espanhola nas Guerras de Reconquista, devido à sua localização mais ao sul da Espanha.
Baeza é atualmente conhecida pela sua produção de azeite e por abrigar uma das sedes da Universidad Internacional de Andalucía, além do seu legado monumental como Patrimônio. Os séculos de ocupação e transformação humana na cidade fazem de sua malha urbana uma rica colcha de história e cultura, muito atraente para visitantes e turistas.

## Topografia
Baeza está localizada 766 metros acima do nível do mar, em uma posição importante da região histórica de La Loma, na margem direita do Rio Guadalquivir (o maior da Andaluzia). A cidade está situada sobre três colinas e um pequeno vale no meio, uma posição bastante elevada sobre o vale do Rio Guadalquivir, localização favorável por ser uma região muito importante na antiguidade.

## Clima
Baeza, como o resto da La Loma, tem um clima mediterrâneo-continental, com invernos bastante frios, temperatura média de 6°C em janeiro, e verões quentes. A temperatura média anual é de cerca de 15 ° C, e as chuvas concentram-se principalmente entre os meses de outubro e maio, com verões muito secos.

### Melhor época do ano para visitar
O índice de turismo, dá preferência a dias pouco encobertos e sem chuva, com sensação de temperatura entre 18 °C e 27 °C. Portanto, a melhor época do ano para visitar Baeza e realizar atividades turísticas gerais ao ar livre é entre os meses de junho e setembro.

## Demografia
| Variação demográfica do município entre 1991 e 2004 | Variação demográfica do município entre 1991 e 2004 | Variação demográfica do município entre 1991 e 2004 | Variação demográfica do município entre 1991 e 2004 |
| --------------------------------------------------- | --------------------------------------------------- | --------------------------------------------------- | --------------------------------------------------- |
| 1991                                                | 1996                                                | 2001                                                | 2004                                                |
| 15064                                               | 16012                                               | 15091                                               | 15177                                               |

## História

### Pré-história
As primeiras ocupações do município de Baeza, segundo a arqueologia, iniciam-se no Paleolítico Médio, sendo encontrados sítios Mousterianos nas proximidades dos cursos d'água de maior relevância. O primeiro registro de presença humana se deu na zona de Las Montalvas, por grupos nômades, caçadores e coletores, a nordeste da zona urbana da atual Baeza, onde foram encontrados produtos microlíticos, da fase Epipaleolítica. Já no Neolítico, as ocupações se limitaram à esquerda do rio Guadalquivir, às Montanhas Subbétias, com a formação de pequenos povoados na encosta da Sierra Mágina. Os primeiros assentamentos da planície de La Loma são calcolíticos, mas também há registros de outros da Idade do Bronze, quando se iniciou a sedentarização do ser humano e de certa estratificação social. Na colina do Alcazar há registro de diversas povoações ibéricas ao longo do tempo.

### História antiga
Durante o domínio romano da região, Baeza era uma cidade romana denominada Vivatia, pertencente à Hispânia Citerior, uma das duas províncias em que a Espanha foi dividida após ser conquistada pela República Romana. Nesse período a cidade era livre para promulgar suas próprias leis e possuía certa autonomia, mas pagava tributos, além de ser subordinada a seus conquistadores. Durante o Império, Vivácia é elevada à condição de Município Flavio devido à sua posição estratégica tanto na comunicação entre as regiões, como no âmbito comercial, em virtude da extração de insumos agrícola e minerais. Com essa ascensão, a cidade passou a fazer parte do aparato administrativo imperial, ampliando seus poderes. Com a crise do Império Romano do Ocidente, Vivácia foi alvo de invasões bárbaras, que culminaram no domínio visigodo da cidade por volta do século 550, a qual passou a se chamar Biácia. Essa passou a ser dominada pela aristocracia goda, que se funde com a hispano-romana, dando origem à miscigenação e sincretismo cultural entre os dois povos. O restante da sociedade era composto pelo campesinato, classe mais numerosa, formada predominantemente por hispano-romanos, e também por um incipiente grupo judeu muito ligado ao comércio. Biata era considerada um importante centro urbano, além de ser a sede episcopal da igreja, e muitas relíquias do período estão conservadas e ainda podem ser observadas em Baeza.

### Idade média
Com a chegada dos muçulmanos à Península Ibérica no século VIII, o território da Espanha foi distribuído entre hispânicos, tribos árabes e omíadas, e a maior parte ficou sob domínio islâmico, do Califado de Córdova. Sob esse novo governo, Baeza foi chamada de Baiaça e não houve grandes mudanças nas estruturas sociais, ocorrendo, mais uma vez, sincretismo e miscigenação. Era permitido aos cristãos, que não se converteram ao islamismo, e a outras minorias religiosas, manter a sua religião, com a condição de que aceitassem e respeitassem a autoridade do Islã e pagassem a jizia, imposto específico para os não islâmicos. Nesse período, houve um crescimento populacional associado a um processo de urbanização e à crescente importância das cidades. O domínio do Califado durou até 1031, quando esse se desfez, após um intenso período de instabilidade e revoltas contra o Emir de Córdova, evento esse nomeado Fitna do Alandalus ou Guerra civil do Alandalus, culminando na divisão da Alandalus em vários reinos Taifas. A partir do século X, as guerras de reconquista passaram a ocorrer, com investidas militares dos reinos cristãos ibéricos contra os muçulmanos. Em 1147, Baeza é reconquistada por Afonso VII, no entanto dez anos depois foi tomada pelos almoádas, alternando sua posse ao longo dos anos entre islâmicos e cristãos. Somente em 1227 foi definitivamente reconquistada por Fernando III de Castela, sendo os muçulmanos expulsados para o Albaicín de Granada. Baeza recupera então seu status de centro diocese, gerando o repovoamento da cidade, cuja população, durante os anos de conflito, procurou abrigo no campo. No final do século XV, duas famílias nobres da cidade, os Benavides e os Carvajales, enfrentaram-se pelo domínio do Alcazar e do Conselho, ou seja, pelo poder, fato este conhecido como Guerra Civil Baezana. Esse conflito foi encerrado com a ação da rainha Isabel a Católica, a qual ordenou a demolição do Alcazar e de algumas outras fortificações a fim de garantir a paz e evitar novos confrontos.

### Idade moderna
Foi o período de magnificência arquitetônica, riqueza e prosperidade de Baeza. Isso devido ao grande crescimento econômico vivenciado pela cidade, consequência do aumento da produção agrícola, dos preços de venda e da indústria de tecidos. Nesse contexto houve um considerável crescimento populacional, de modo que o número de habitantes no século XVI era praticamente o dobro do anterior, gerando expansão urbana. Em suma, foi uma época marcada pela modernização da cidade medieval, de acordo com a mentalidade humanista, renascentista, na busca pela beleza e harmonia estética. Sendo assim, ocorreu substancial melhoria da cidade, mediante ampliação de ruas e praças, criação de novas áreas urbanas, edifícios públicos, civis, privados e religiosos, que refletiam esse momento de prosperidade e enriquecimento de Baeza, concedendo-lhe suntuosidade e aura de capital. A partir do final do século XVII, a cidade, marcada pela concentração fundiária pela Igreja e nobreza, enfrentou um período de recessão econômica, tal como ocorria nas demais regiões da Espanha, devido a uma série de guerras estéreis, altos impostos, variações climáticas que geraram a redução da produção agrícola, crises epidêmicas e retração populacional, sinalizando, desse modo, a decadência de Baeza.

### Idade contemporânea
No século XIX, a invasão e ocupação napoleônica acentuaram os problemas socioeconômicos enfrentados por Baeza, aumentando as áreas de ruínas em seu perímetro. No final do século a cidade viveu uma suave recuperação, que foi logo interrompida, sucedida no século XX por tensões políticas, sociais, ideológicas, com a ascensão das doutrinas socialista e anárco-sindicalista, e crescimento do incipiente movimento operário. Com a Guerra Civil Espanhola, de 1936-1939, e a ditadura de Franco, a situação de Baeza se agravou em decorrência dos efeitos da guerra, simultaneamente com a desapropriação de terras e as precárias colheitas que deram origem ao período denominado de “Anos de fome”, resultando num fluxo emigratório. Somente em 1978, com o estabelecimento da Monarquia Parlamentar, que os índices econômicos e sociais começaram a melhorar. A entrada na União Europeia e o fornecimento de subsídios incentivaram a economia, gerando riqueza e melhores condições de vida. Em 2003, Baeza foi declarada, juntamente com Úbeda, Patrimônio Cultural da Humanidade pela Unesco.

## Patrimônio Cultural
Introdução:
Ao longo da história Baeza sofreu sucessivas destruições de diversos edfícios mas, apesar disso a cidade ainda conserva uma grande riqueza de patrimônios monumentais que representam várias épocas, culturas e estilos arquitetônicos. Em Baeza, você pode ver vestígios da Idade do Bronze, da Era Romana e da Hispânia Visigótica, Islâmica e Cristã. No entanto, o mais rico patrimônio monumental preservado corresponde aos vários estilos artísticos presentes na Baeza Crista: desde o românico tardio e gótico, ao renascentista, maneirista, barroco e neoclássico. Não em vão que em 2003, o centro histórico da população, com sua antiga cidade dentro de muralhas, foi declarado Patrimônio da Humanidade pela Unesco.

Monumento ao Santo Fernando lll:
Esse monumento é uma estátua de Antonio Pérez Almohano (1201 - 1252) e retrata o Rei Fernando lll. A obra criada em bronze foi feita para comemorar a entrada do Rei em Baeza e está situada sob uma base de pedra.

Praça do Pópulo:
Esta praça está rodeada por elegantes edifícios do século XVI. A central fonte chamada de “Fuente de los Leones” é feita de esculturas da aldeia ibero-romana de Cástulo e tem a fama de representar Imilce, uma princesa local que se tornou uma das esposas do famoso general cartaginês Hannibal.
A “Puerta de Jaén” no lado oeste da praça era originalmente uma porta da cidade de Bayyasa muçulmana, embora tenha sido reconstruída em 1526. Junto a ela está o Arco de Villalar, erguido por Carlos I neste mesmo ano com o objetivo de comemorar a vitória contra uma greve em Castilla que ameaçou derrubá-lo.
No lado sul da praça está a adorável Casa del Pópulo do século XVI, anteriormente um tribunal e agora abrigando o posto de turismo de Baeza. Foi construído em estilo plateresco, uma fase inicial da arquitetura renascentista conhecida por suas fachadas decorativas. Hoje a função de tribunal é desempenhada pela Antigua Carnicería, de 1547, na parte oriental da praça, que deve ser considerada um dos ex-açougues mais elegantes do mundo, com o escudo de Carlos I estampado na fachada.

Câmara Municipal de Baeza:
O edifício onde reside a câmera municipal de Baeza é uma reforma, restauração e ampliação da antiga prefeitura de Baeza. Localizada no centro histórico, o conjunto possui características renascentistas que devem ser conservadas.
O projeto para a Câmara Municipal de Baeza estabeleceu uma relação com o edifício histórico sendo desde o início do projeto fundamental a reflexão sobre a condição temporal da arquitetura. Deste modo o conjunto se inscreve dentro do conceito de “durée” da arquitetura,sendo carregado de superposições e acumulando ações. Projeta-se pensando na condição aditiva da situação, não se tratando de restaurar e construir uma peça nova, mas atua-se construindo um substrato a mais.
No conjunto existem três partes:
- O existente; o edifício ou fragmento histórico que contém a parte	representativa e política (plenário, prefeitura, grupos políticos,	salas de exposições e conferências);
- O novo; abriga escritórios, zonas de uso comum e atendimento ao	público (área administrativa, obras e urbanismo, serviços	gerais);
- O vazio; um novo espaço público, distribuidor e lugar de espera.

O edifício existente é feito de pedra e é possível notar várias características arquitetônicas interessantes no conjunto. A escada do edifício de escritórios é a peça mais importante da nova parte do edifício e representa um estilo “renascentista/barroco”. O efeito buscado é o de uma sensação próxima a olhar de soslaio e vislumbrar os reticulados. O espaço se ilumina através das claraboias onde a luz penetra sobre duas superfícies douradas, vibrantes. A escada, escura, colocada no vazio, desembarca em níveis banhados pela luz dourada. Duas fontes marcam o pátio e é um lugar público, com árvores, bancos, sombras e o som d’água.

Universidade de Baeza:
A Universidade de Baeza foi uma universidade do antigo Reino de Jaén (Espanha) fundada na cidade de Baeza pelo clérigo local Rodrigo López, tabelião e parente do Papa Paulo III em 1538. A princípio era apenas um colégio de primeiras letras, mas San Juan de Ávila (patrono da instituição desde 1540), tornou-a uma universidade em 1542, obtendo uma licença para ensinar estudos de humanidades e abrindo as portas para a emissão dos graus de bacharelado, graduação e doutorado em artes e teologia. Posteriormente, em 1565, foram criadas novas cátedras de retórica, gramática, grego, filosofia e teologia escolástica.
Foram os primeiros alunos que continuam o trabalho docente da nova universidade, tornando-a uma das mais destacadas da Andaluzia. Quase todo esse corpo docente era formado por cristãos-novos, que deram à universidade um caráter fundamentalmente pastoral. A Inquisição, desconfiada da ancestralidade dos principais membros de seu claustro, processou vários deles acusando-os de iluminação. Assim, vários foram presos sob a acusação de heresia que incluía adoração a demônios. O próprio São João de Ávila foi um dos que teve que passar um ano na prisão. No entanto, as acusações não puderam ser provadas e os casos foram finalmente abandonados e a vida universitária pôde continuar seu curso.
Em 1595 foi inaugurado um novo edifício enquanto o primitivo passou a abrigar os estudos preparatórios. Já nas novas instalações, a universidade venceu uma ação judicial contra os que tentavam fundar outra instituição semelhante na cidade de Jaén; instituição que foi desautorizada em 1630 por ordem real de Felipe IV. Posteriormente, em 1667, a Universidade de Baeza assinou uma geminação com a Universidade de Salamanca, tendo como reitor o Baezano Dom Juan Francisco de Mexía e Ponce de León. Em 1807 ocorre sua primeira supressão no entanto, retomou os seus cursos entre 1815, mas em 1824 a universidade, apos mais de três séculos de funcionamento, foi cancelada definitivamente.
Após a supressão da instituição de ensino, o edifício da fundação original foi confiscado e hoje funciona como museu municipal. Por outro lado, o novo edifício faz parte do sistema de ensino desenvolvido durante o século XIX: primeiro, em 1824, como Faculdade de Humanidades, depois como Instituto Livre, para se tornar um Instituto Bachillerato em 1875, antecedente da atual escola Santísima Trinidad a qual o poeta Antonio Machado foi professor de Gramática Francesa, entre 19121919. Outros professores de destaque que lecionaram neste centro foram: Jaume Vicens i Vives e Rafael Rodríguez-Moñino Soriano.
Tanto o edifício da fundação original da universidade como o adicionado fazem parte do complexo monumental renascentista de Baeza.

Catedral da Natividade de Nossa Senhora:

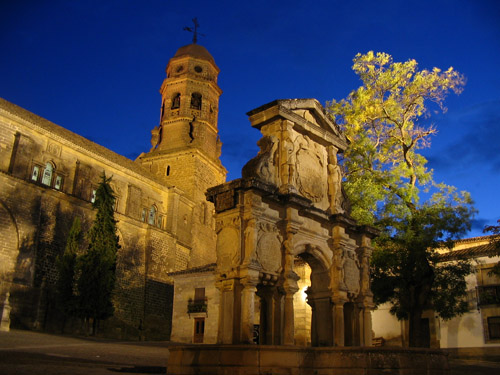
Catedral de Baeza

A Catedral da Natividade de Nossa Senhora é uma catedral renascentista que se localiza na Praça de Santa Maria. Foi sede do bispado de Jaén de 1227 até que a Sé episcopal se mudou para Jaén em 1249. Desde 1931 está classificada como Bem de Interesse Cultural, e faz parte do complexo monumental renascentista de Baeza.

A Catedral da Natividade de Nossa Senhora é uma catedral renascentista que se localiza na Praça de Santa Maria. Foi sede do bispado de Jaén de 1227 até que a Sé episcopal se mudou para Jaén em 1249. Desde 1931 está classificada como Bem de Interesse Cultural, e faz parte do complexo monumental renascentista de Baeza.
Segundo a tradição histórica foi erguida no local da antiga mesquita maior ou aljama da cidade, consagrada em 1147 ao culto cristão por ordem do rei Afonso VII. Se tornou uma mesquita mais uma vez pouco tempo depois, até que o rei Fernando III finalmente reconquistou a cidade em 1227, quando o edifício foi definitivamente consagrado como um templo cristão com o título de "Natividade de Nossa Senhora". Entre as catedrais andaluzas onde ainda se celebra o culto católico, é a que tem maior trajetória histórica.
O elemento construtivo mais antigo do edifício é o corpo inferior da torre-minarete. Do mesmo período, três arcos islâmicos, cegos e ocultos, também são preservados na torre. Estes elementos podem ser datados por volta do século XI, devido à sua semelhança com outras edificações contemporâneas e por se tratar de um século de pacificação na Andaluzia, sendo, portanto, o único período em que obras desta magnitude puderam ser realizadas.
Em 1529 iniciou-se a construção de uma nova catedral mas que acabou ruindo em 1567. Devido ao patrocínio de D. Francisco Delgado López, a reconstrução da catedral foi arranjada, e o desenho do novo templo ficou a cargo de Andrés de Vandelvira, o arquitecto renascentista mais prestigioso da região. Desta forma há um novo estilo arquitetônico no edifício, no entanto este respeita os antigos pilares góticos e abóbadas da cabeceira que, juntamente a parede axial, não tinham desabado. A construção do templo foi finalmente concluída em 1593, sob a direção de Alfonso Barba.
Em 1755 a catedral sofreu danos devido ao terramoto de Lisboa, de forma que parte da parede junto à porta da lua desabou e uma pedra da abóbada da capela-mor se partiu.
O exterior do edifício tem uma imagem severa e não homogênea. A fachada principal foi desenhada pelo jesuíta Juan Bautista Villalpando em 1587 e está voltada para o norte, onde se encontra a Praça de Santa María.
.A fachada que se estende da porta para nascente possui janelas e contrafortes renascentistas com acabamentos extravagantes. Do outro lado da porta, há um arco pontiagudo com pontas de diamante e no qual se encontra uma capela renascentista com uma escultura da Virgem. Neste local havia uma porta de estilo gótico. As janelas superiores deste lado da fachada foram construídas no último quartel do século XVI e foram restauradas em 1957, incluindo vitrais com escudos de eclesiásticos e leigos relacionados a Baeza.
A fachada oeste está ligada à torre, mas é independente na sua construção e nela estão os elementos mais antigos da catedral, não incluindo a parte inferior da torre. Nesta fachada destaca-se a "porta da lua" ou de San Pedro Pascual, obra de estilo mudéjar do século XIII. A fachada sul tem um traçado irregular, nela encontra-se um portal gótico com arco de duplo carpanel, a "Puerta del Perdón" que dá acesso ao claustro da catedral, edificada no final do século XV.
Apesar da sucessão de diversos mestres na sua construção, a catedral é uma peça esplêndida que traz a marca inconfundível de Vandelvira, e na qual se notam em certas decorações de influências de Diego de Siloé.
O ostensório processional da catedral foi declarado Bem de Interesse Cultural, substituindo o anterior destruído por um incêndio que teve origem na sacristia em 1691.
O claustro da catedral tem planta retangular e desenho simples com um poço no centro. Os pórticos das galerias apresentam arcos pontiagudos com contrafortes em prisma que lhes conferem uma aparência de robustez.
A Catedral possui inúmeros outros importantes detalhes em sua estrutura demonstrando sua importância para a arquitetura para e para história, sendo necessário conserva la.

## Património
- Encontram-se na Praça de Santa Maria: a catedral, com a casa palácio de Rubín de Ceballos atrás, as prefeituras, as fontes de Santa Maria e o seminário de San Felipe Neri (sede da Universidade Internacional de Andaluzia).
- Praça do Paseio da Constituição
- Praça do Pópulo.

## Gastronomia

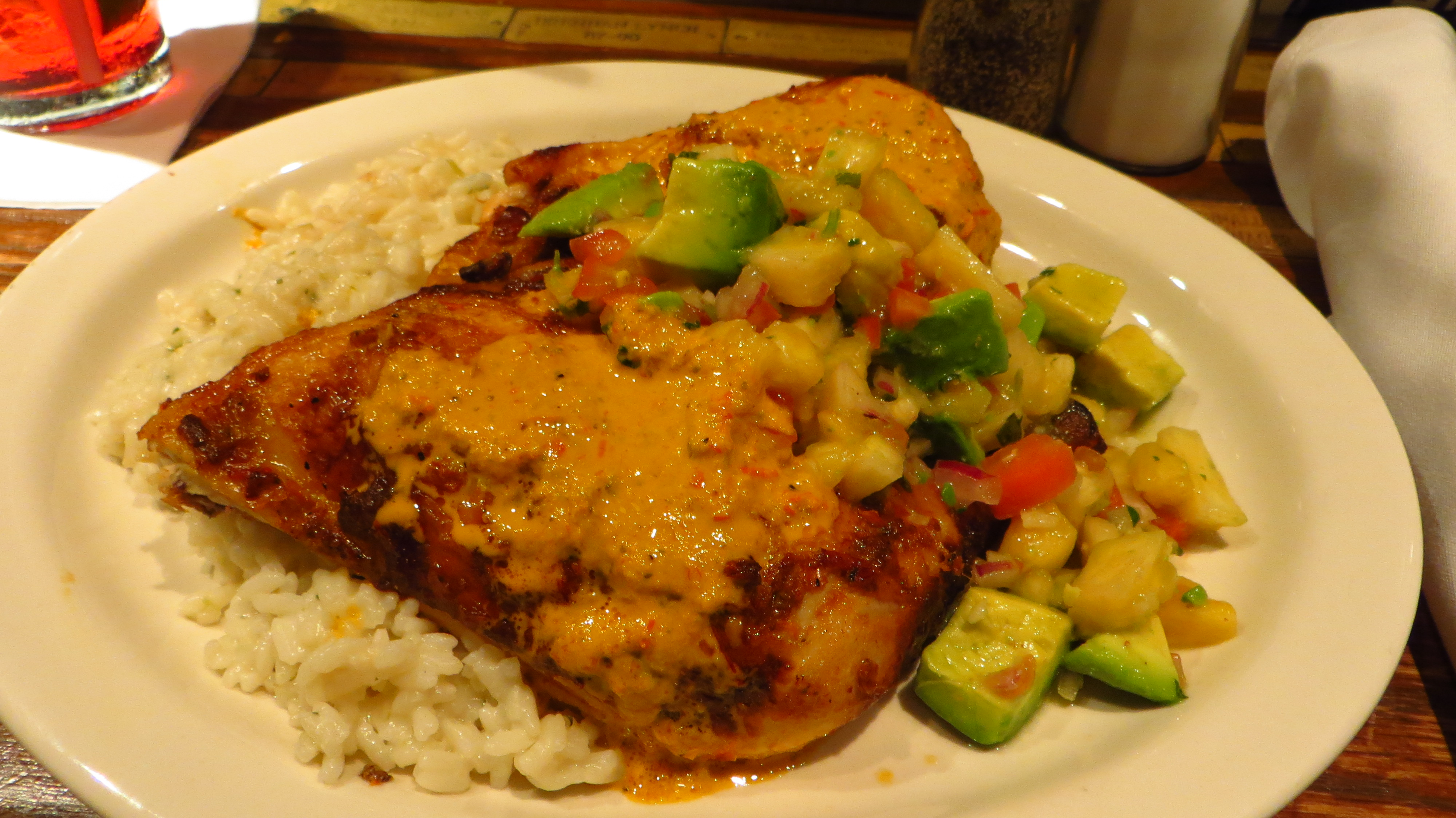
Ajilimojili

- A cultura gastronômica baezana é baseada em sua história e localização geográfica. A cozinha tradicional está, portanto, intimamente relacionada com os ciclos sazonais e festivos, bem como com as matérias-primas da região, todas regadas pelo ouro líquido dos olivais de Baeza, o azeite que está presente em quase todos os pratos.
- Entre os pratos nativos estão o lombo de porco em orza, o ajilimojili, bacalhau a la baezana, ochíos, caçarola baezana, guisados, andrajos, cocido mareado, pipirrana, etc., além de uma longa lista de doçaria e pastelaria, entre os quais se destacam os clássicos folhados chamados virolos, bolos de manteiga com nozes, rabanadas, leche frita e os papajotes.
- Outra tradição culinária é a “ligada” ou "ligá”, que consiste em comer pagando apenas a bebida devido à enorme quantidade de tapas, pratinhos de petisco. Os espanhóis tem o costume de ir de bar em bar experimentando um gostinho das melhores tapas do lugar.

## Festas e celebrações religiosas
• A feira anual da cidade se celebra em torno do dia 15 de agosto, dia da Ascensão de Maria, festa da padroeira da cidade, Santa Maria de Alcázar.
• Peregrinação de La Yedra - 8 de setembro -  É realizada devido a festa do Nascimento de Maria, uma das treze festas dedicadas a Santa Maria no calendário romano da igreja católica que se celebra no dia 8 de setembro, nove meses depois da festa da Imaculada Conceição da Virgem, celebrada dia 8 de dezembro.
• Semana Santa - semana anterior a Páscoa -  É a comemoração anual da Paixão, Morte e Ressurreição de Cristo realizada através dos cultos externos das corporações penitenciárias – e três gloriosas – da cidade por ocasião da celebração litúrgica da paixão e da Páscoa dentro da Igreja Católica.
• Corpus Christi -  É uma festa da Igreja Católica destinada à celebração da Eucaristia. Seu principal objetivo é proclamar e aumentar a fé dos crentes na presença real de Jesus Cristo no Santíssimo Sacramento, dando-lhe adoração pública na quinta-feira após a Solenidade da Santíssima Trindade. Corpus Christi é celebrado 60 dias após o domingo de Ressurreição. Especificamente, Corpus Christi é quinta-feira após o nono domingo sucedente à primeira lua cheia de primavera do hemisfério norte. Em alguns países, este festival foi movido no domingo seguinte para se adequar ao calendário de trabalho.
• Festival de Música Antiga de Úbeda e Baeza - novembro e dezembro -  Começou em 1997 com o propósito de fazer um encontro de atrativos turísticos, musicais e culturais das duas cidades. É um evento temático que a cada edição comemora um aspecto concreto da música histórica de diversas perspectivas, como concertos, exposições, conferências, cursos e congressos de alto nível.

## Sincretismo cultural
Baeza e Úbeda são cidades da comunidade de Andaluzia na Espanha, região a qual foi dominada por um império árabe conhecido como Al-Andalús, nos séculos XII ao XV.
Essa dominação islâmica que já chegou a ocupar a quase totalidade do território espanhol, influenciou a cultura, a tradição, os costumes e a etnia dos povos dessas cidades por vários séculos.
A idade média da província de Jaen, onde se localiza os dois municípios, foi marcada por um sincretismo cultural muito forte entre as tradições castelhanas e andaluzas. Vale ressaltar que o contato com o mundo árabe foi responsável por avançar a tecnologia das comunidades, em um período o qual o conhecimento cientifico não era valorizado, o conhecimento sobre matemática, arquitetura e medicinal foi difundido principalmente pelos islâmicos.
Essa gama de informações trazidas com a formação do império de Al-Andalus, foi combinado com  a cultura europeia e como efeito dessa mistura, originou nessas 2 cidades vizinhas a criação de uma das maiores manifestações do movimento renascentista da Europa. O movimento artístico que nasceu nessas cidades foi o responsável por caracterizá-las como patrimônio cultural da UNESCO. A arquitetura das igrejas, casas, praças e museus é de certa forma a materialização do renascentismo, mas com um detalhe, a influência árabe destaca a arte dessas cidades das demais que também são símbolos do movimento.
Apesar de representar a convivência de duas culturas, não se pode negar que houve uma tentativa de apagamento por parte da religião dominante. Durante o período islâmico ocorreu a construção de mesquitas no local de igrejas, combate a manifestações cristãs tanto culturais quanto religiosas e difusão da superioridade da cultura dominante. Na reconquista cristã também aconteceu essa tentativa, os reis propuseram a reconstrução de igrejas e combate a costumes originários de A-Andalus, e o próprio renascimento contribuiu em partes para  o pagamento islâmico e valorização do europeu. No entanto, a influência cultural foi muito marcante em  ambos os impérios e essa alternância criou uma cultura sincrética diferente do resto da Europa, e a cultura islâmica vive em Andaluzia até os dias atuais.
Além de estar presente em diversos edifícios tombados pela UNESCO, a  cultura oriental transcende a arquitetura. A gastronomia da região também sofreu muita influência dessa cultura e ocorreu a criação de muitos pratos típicos que utilizam elementos locais como azeite e azeitona. Outras artes como o artesanato se tornaram fortes nessas cidades na época do domínio árabe, os materiais que mais se destacam são cerâmica e ferro, utilizados para fabricação de objetos do cotidiano e tecidos que eram usados para fabricar roupas típicas( a técnica de tecelagem islâmica era mais avançada e bastante reconhecida). A dança também era um fator que representava muito o sincretismo,  a mistura de danças castelhanas com andaluzas se difundiram na província de Jaen. Por ultimo, vale destacar que até mesmo o idioma de Baeza é sincretizado e tem características que pertencem ao sotaque árabe, formando um dialeto característico.

## Relação Úbeda e Baeza e os ODS da ONU
Jaén é a primeira província espanhola a definir seus indicadores para medir o cumprimento dos Objetivos de Desenvolvimento Sustentável
Nesse âmbito, a FAMP ( Federação Andaluzia de Municípios e Províncias)  promoveu com uma grande maioria de corporações locais com ajuda aprovada para a implementação de Estratégias Integradas de Desenvolvimento Urbano Sustentável, um trabalho para apoiar a gestão desses programas e a organização dessas atividades de treinamento, a fim de promover o desenvolvimento de forma sustentável tanto ambiental quanto energético.
As cidades Úbeda e Baeza se juntam a linhas de ações conjuntas para influenciar o crescimento e desenvolvimento sustentável de ambas.
Com o investimento nas EDUSI será possivel o avanço de áreas urbanas funcionais. E essas cidades se tornaram exemplos a serem seguidos na comunidade europeia.
Os principais objetivos do projeto são melhorar a qualidade de vida da região por meio da criação de atividade econômica e emprego respeitoso com o meio ambiente, conservar a natureza local, otimizar o uso dos recursos naturais e também fomentar mudanças de hábitos e atitudes da população para que sejam mais sustentáveis e possa haver um combate a exclusão social.